# Besthmenerberg
De Besthmenerberg (plaatselijk bekend als Besthemerberg ) is een 34 meter hoge heuvel in de Overijsselse gemeente Ommen nabij de buurtschap Besthmen. De Besthmenerberg is een stuwwal die is ontstaan in de laatste ijstijd. Door het uit het noorden oprukkende landijs zijn in deze fase de Archemerberg, de Lemelerberg, Sallandse heuvelrug en de lagere heuvels bij Daarle en Hoge Hexel gevormd.

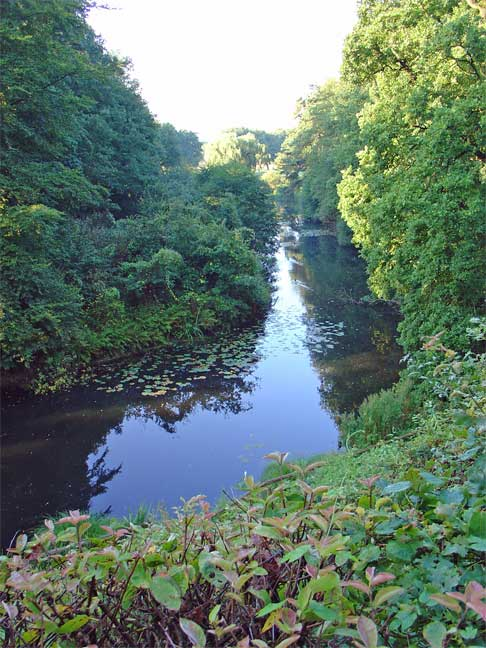
de Steile Oever

Aan de zuidzijde, in de buurtschap Eerde is door erosie door het water van de Regge de zogeheten Steile Oever ontstaan.
Op de flanken van de Besthemerberg ligt een fraaie glooiende es, de Besthmeneres.